# 里奇鎮區 (伊利諾伊州庫克縣)
里奇鎮區（英語：Rich Township）是位於美國伊利諾伊州庫克縣的一個行政鎮區。

## 地方資料
根據2010年美國人口普查的數據，里奇鎮區的面積為94.78平方千米，當中陸地面積為94.17平方千米，而水域面積為0.61平方千米。當地共有人口76470人，而人口密度為每平方千米806.82人。